# Kelsey Cambell
Kelsey Rene Cambell (5 de junio de 1985) es una luchadora estadounidense de lucha libre. Participó en los Juegos Olímpicos de Londres 2012 consiguiendo un 17.º lugar en la categoría de 55 kg. Dos veces compitió en los Campeonatos Mundiales, logró la 5.ª posición en 2010. Obtuvo tres medallas en Campeonatos Panamericanos, de oro en 2011 y 2016. Cuatro veces representó a su país en la Copa del Mundo, en 2011, 2012 y 2015 clasificándose en la 4.ª posición. 